# Parsonsia densivestita
Parsonsia densivestita är en oleanderväxtart som beskrevs av Cyril Tenison White. Parsonsia densivestita ingår i släktet Parsonsia och familjen oleanderväxter. Inga underarter finns listade i Catalogue of Life.